# Charles Barsotti
Pour les articles homonymes, voir Barsotti.
Charles Barsotti, né le 28 septembre 1933 à San Marcos (Texas, États-Unis) et mort à Kansas City (Missouri), le 16 juin 2014, est un dessinateur américain qui a réalisé des dessins humoristiques dans des magazines renommés.

## Biographie
Né à San Marcos au Texas, Charles Barsotti grandit à San Antonio et est diplômé en 1955 de l'Université d'État du Texas ((en)Texas State University–San Marcos). Il fut le dessinateur attitré du journal The Saturday Evening Post et anime une équipe de dessinateur au New Yorker à partir de 1970. Ces dessins se retrouvent dans des magazines comme Playboy ou Fast Company.
Les travaux de Charles Barsotti se composent simplement d'un adorable chiot sans nom et d'un monarque dont le royaume se résume à un garde et un téléphone. Ses dessins aux courbes arrondies sont pour la plupart monochromes et se présentent sous la forme de comic strips ou d'une image seule sous-titrée d'une phrase comique.
Il vivait à Kansas City, dans le Missouri. Il y est mort le 16 juin 2014 à 80 ans.

## Comic strips
- C. Barsotti's People
- My Kind of People
- P.J. McFey
- Sally Bananas (1969–1973)
- Funny Form (1974)
- Punchline: USA (1975)
- Broadsides (1975–1979)

## LeNiceday Pup
En 1992, le personnage du chiot devient la mascotte des fournitures de bureau Niceday Ltd, rachetée par la société française Guilbert (elle-même sera rachetée par Office Depot en 2002). Ce personnage sera connu au Royaume-Uni comme le « Niceday Pup », une manière affectueuse de nommer ce « chiot Niceday ».
Le 26 octobre 1996, le chiot figurera sur l'un des trois timbres postaux édités sur le thème des dessins de Barsotti.

## Distinctions
- 1999 : Prix du dessin humoristique (magazine) de la National Cartoonists Society

## Œuvres
- 1969 : A Girl Needs a Little Action
- Août 1983 : Kings Don't Carry Money
- Juillet 1986 : Barsotti's Texas
- 1er octobre 1998 : The Essential Charles Barsotti
- 17 mai 2006 : From the Very Big Desk of...: Business Cartoons by New Yorker Cartoonist Charles Barsotti
- 15 mai 2007 : They Moved My Bowl: Dog Cartoons by New Yorker Cartoonist Charles Barsotti